# Eugene Cernan
Eugene Andrew Cernan (Chicago, Illinois, 14 de marzo de 1934-Houston, Texas, 16 de enero de 2017) fue un aviador naval, ingeniero eléctrico, ingeniero aeronáutico, piloto de combate y astronauta estadounidense de la NASA, tripulante del Gemini 9A en 1966, de las misiones Apolo 10 en 1969 y comandante del Apolo 17 en 1972, además de oficial de la Armada de los Estados Unidos. A día de hoy sigue siendo el último ser humano que ha pisado la Luna.
Durante la misión Apolo 17, Cernan se convirtió en la undécima persona en caminar sobre la Luna. Desde que volvió a ingresar al Módulo Lunar Apolo después de Harrison Schmitt en su tercera y última excursión lunar, fue la última persona en caminar sobre la Luna. Sus últimas palabras, no tan famosas como las de su compañero Neil Armstrong, fueron: «El reto estadounidense de hoy ha forjado el destino del Hombre del mañana».
Cernan viajó al espacio tres veces y a la Luna dos veces; como piloto de Gemini 9A en junio de 1966, como piloto del módulo lunar del Apolo 10 en mayo de 1969, y como comandante del Apolo 17 en diciembre de 1972, el alunizaje final del Apolo. Cernan también fue miembro de la tripulación de respaldo de las misiones espaciales Gemini 12, Apolo 7 y Apolo 14.

## Biografía
Nació en Chicago (Illinois), hijo de madre checa y padre eslovaco. Cernan creció en las poblaciones de Bellwood y Maywood, terminando su colegiatura en esta última ciudad, para luego obtener un título como ingeniero eléctrico en la Universidad Purdue de Indiana.
En 1956 ingresó en la armada como oficial de la reserva y se convirtió en piloto naval de jets.
Realizó su master en ingeniería aeronáutica en la escuela naval de postgrados.
En 1976 se retiró de la Armada, con el rango de Capitán de Navío, y de la NASA para dedicarse a sus negocios particulares.

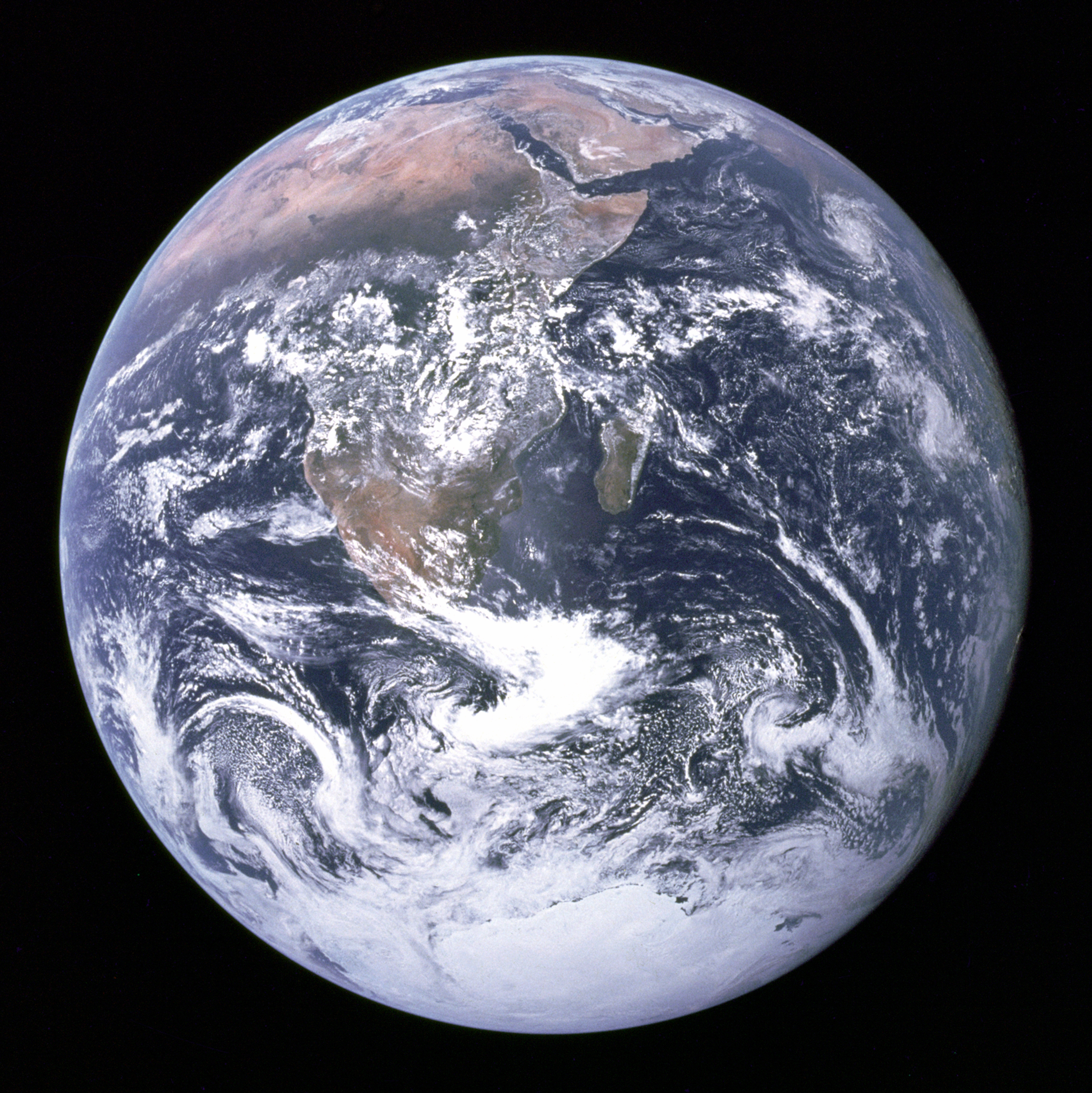
La canica azul, famosa imagen de la tierra, tomada probablemente por Eugene Cernan, en el transcurso de la misión del Apolo 17.

Cernan fue uno de los tres hombres que ha viajado a la Luna en dos ocasiones (los otros dos son Jim Lovell y John Young) y uno de los doce hombres que caminaron sobre su superficie.
Orbitó la Luna en el Apolo 10 y alunizó en el Apolo 17.

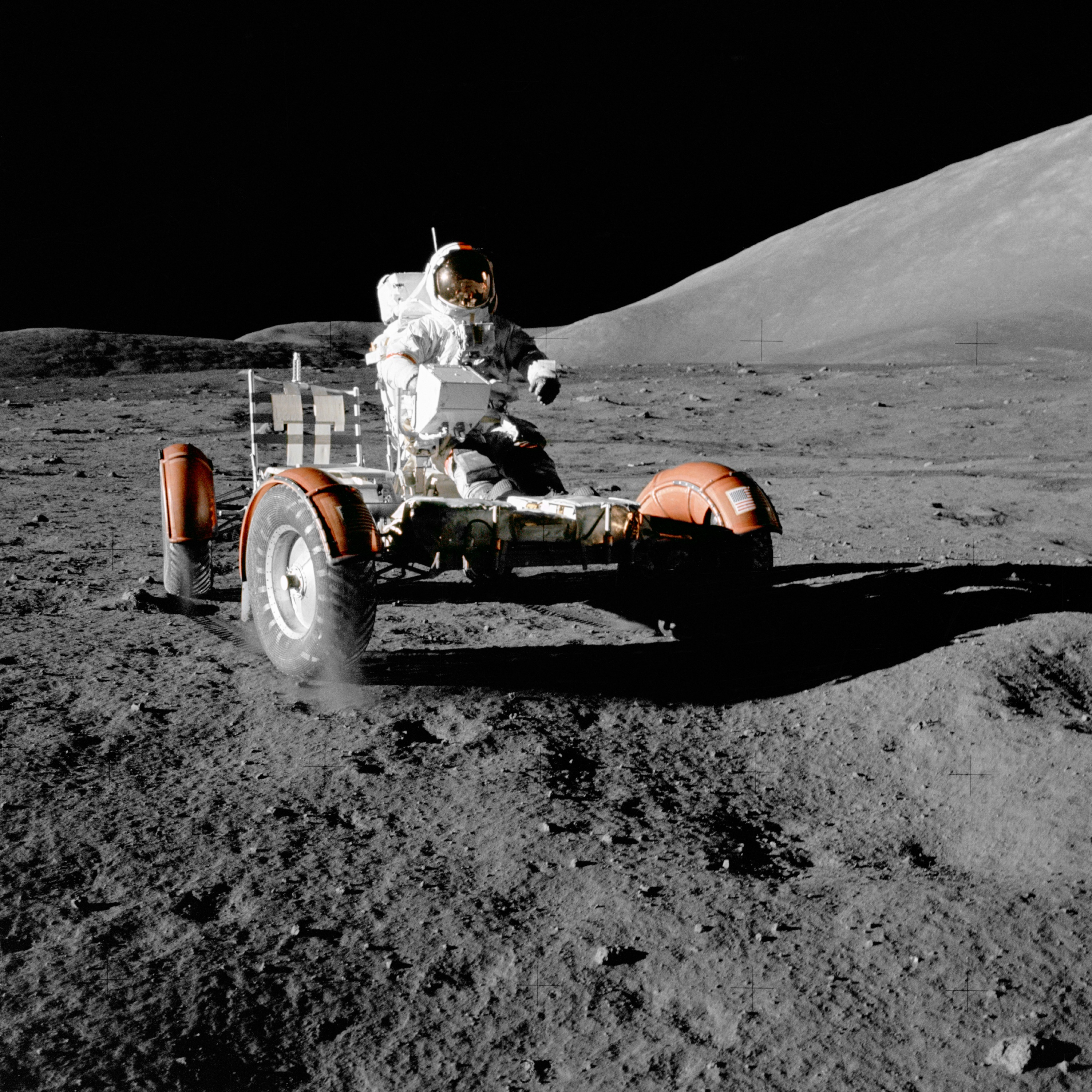
Eugene A. Cernan montado en su vehículo lunar en la superficie de la Luna.

Durante su permanencia en la Luna, Cernan y su compañero de tripulación Harrison Schmitt ejecutaron tres actividades extravehiculares (EVA) con una duración de 22 horas.
Tan solo su primera EVA duró tres veces más que la de Neil Armstrong y Buzz Aldrin en la misión Apolo 11. En la misión emplearon el vehículo lunar Rover y recorrieron cerca de 35 kilómetros, dedicando gran parte del tiempo a la recolección de muestras geológicas para el estudio del origen de la Luna.
Como curiosidad, Cernan es el primer humano en haber escrito sobre la superficie de otro cuerpo celeste. Antes de retornar el 19 de diciembre de 1972, condujo aproximadamente una milla de distancia el módulo lunar y grabó en el suelo lunar las iniciales «TDC» de su hija Tracy de modo que pudiera verse tras el despegue al día siguiente. Dada la ausencia de erosión en la superficie de la Luna, esas iniciales podrían durar miles de años